# Lijst van soepen
Van soep bestaan er vele verschillende variaties. Soep kan gemaakt worden van verschillende soorten groenten,  vlees, vis, schaal- en schelpdieren.
Per land en streek kent men verschillende manieren in het bereiden ervan.
Enkele bekende soorten soep zijn:
- Aardappelsoep (of Kartoffelsuppe)
- Aspergesoep
- Avocadosoep
- Bamisoep
- Bietensoep
- Bloemkoolsoep
- Bonensoep
- Borsjtsj
- Bosintang
- Broccolisoep
- Bruinebonensoep
- Budae jjigae
- Burgersoep
- Caldo verde
- Champignonsoep
- Chinese tomatensoep
- Chorba
- Ciorbă
- Courgettesoep
- Czernina
- Dopewtensoep
- Erwtensoep ook wel: snert
- Fasolada
- Gamjatang
- Gazpacho (Koude soep)
- Goulashsoep
- Groentesoep
- Haaienvinnensoep
- Harira
- Hot pot
- Juliennesoep
- Kaassoep
- Kerriesoep
- Kervelsoep
- Kimchi jjigae
- Kippensoep
- Knoflooksoep
- Knolselderijsoep
- Komkommersoep
- Koninginnensoep
- Koude vruchtensoep
- Kreeftensoep
- Linzensoep
- Minestronesoep
- Minosoep
- Misosoep
- Miyeok guk
- Mosterdsoep
- Okrosjka
- Ossenstaartsoep
- Paprikasoep
- Pastinaaksoep
- Peruaanse zoete aardappelsoep
- Pindasoep
- Phở
- Pompoensoep
- Preisoep
- Pureesoep
- Ramen
- Roomsoep
- Rozenbottelsoep
- Rundvleessoep
- Samgyetang
- Schaaldierensoep
- Seolleongtang
- Spinaziesoep
- Soto
- Tarator
- Thaise soep
- Thenthuk
- Thukpa
- Tomatensoep
- Tom kha kai
- Tom yum
- Uiensoep
- Veloutésoep
- Venkelsoep
- Vermicellisoep
- Vissoep
- Waterkerssoep
- Witlofsoep
- Witte tomatensoep
- Wortelsoep
- Żurek